# Habropoda medogensis
Habropoda medogensis är en biart som beskrevs av Wu 1988. Habropoda medogensis ingår i släktet Habropoda och familjen långtungebin. Inga underarter finns listade i Catalogue of Life.